# Hans Theobald Holm
Hans Theobald Holm, född 31 januari 1877 i Kristiania, död 20 januari 1964, var en norsk-svensk ingenjör och företagsledare.
Holm tog studentexamen 1896 och utexaminerades som maskiningenjör vid Christiania tekniske skole 1900. Han var verksam som turbinkonstruktör vid Kværner Br. i Oslo 1900–1903, som chefskonstruktör vid Karlstads Mekaniska Werkstad i Kristinehamn 1904–1905, som överingenjör och platschef där 1906–1915 och som dess verkställande direktör 1915–1919. Han var därefter disponent och VD för AB Bofors 1920–1932. Han rekryterades därefter som vd 
till L.M. Ericsson av Marcus Wallenberg med anledning av företagets stora problem efter Kreugerkraschen. Holm saknade erfarenhet från telekommunikationsbranschen, men hade erfarenhet av företagsledning och rationalisering. Beslut om att rekrytera honom togs av L.M. Ericssons styrelse 16 september 1932, vilket innebar att Johan Grönberg tvingades bort, och Holm tillträdde på posten i början av 1933. Han stannade som vd till oktober 1942, då han gick i pension.